# Departament Montecarlo

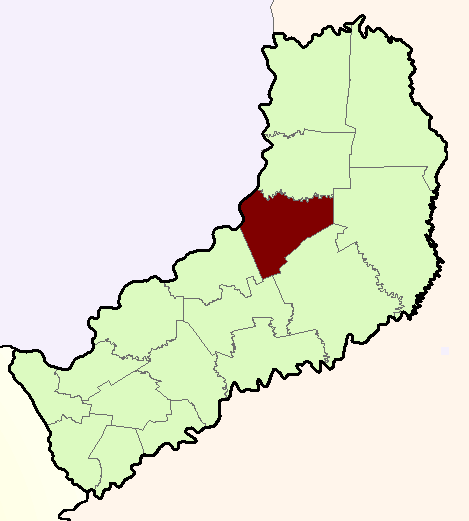
Departament Montecarlo na tle prowincji Misiones

Departament Montecarlo – jeden z 17 departamentów argentyńskiej prowincji Misiones. Stolicą departamentu jest miasto Montecarlo.
Powierzchnia departamentu wynosi 1960 km². Na obszarze tym w 2010 roku mieszkało 36 998 ludzi, a gęstość zaludnienia wynosiła 18,9 mieszkańców/km².
Zachodnią granicę wyznacza rzeka Parana, która jest rzeką graniczną z Paragwajem. Wokół niego znajdują się departamenty: Libertador General San Martín, Cainguás, Guaraní, San Pedro
oraz Eldorado.